# Павлов Віталій Геннадійович
Віталій Геннадійович Павлов (нар. 21 серпня 1965, Овруч, Житомирська область, УРСР) — радянський та білоруський футболіст українського походження, виступав на позиції нападника та півзахисника, по завершенні кар'єри — білоруський футбольний тренер.

## Кар'єра гравця
Народився в місті Овруч, Житомирська область. Вихованець місцевої ДЮСШ, перший тренер — Георгій Леонідович Приймак. Футбольну кар'єру розпочав 1982 року в дублі друголігового житомирського «Спартака». З 1984 по 1986 рік захищав кольори аматорського клубу «Зірка» (Бердичів). Потім захищав кольори «Сохібкора» (1989) та «Кубані» (Баранниковський) (1991).
Після розпаду СРСР перебрався до Білорусі, де в перші роки незалежності захищав кольори «Фандока» та «Хіміка» (Свєтлогорськ). У 1994 році переїхав до Болгарії, де виступав за «Арду» (Кирджалі) у Групі «А» (10 матчів, 2 голи). У 1994 році повернувся до Білорусі, виступав за «Дніпро» (Рогачов), «Ведрич» (Річиця), «Хімік» (Свєтлогорськ) та «Свіслоч-Кровля».
У 1998 році виїхав до Фінляндії, де виступав за першоліговий «Атлантіс-Академія» та нижчоліговий «Якобстатс». Того ж року повернувся до «Свіслоч-Кровлі», де в 2000 році завершив кар'єру футболіста.

## Кар'єра тренера
Тренерську діяльність розпочав ще будучи гравцем, допомагав тренувати «Свіслоч-Кровлю». З 2002 по 2003 рік тренував рогачовський «Дніпро», після чого очолив  «Ведрич» (Річиця). З 2005 по 2009 рік допомагав тренувати столичний МТЗ-РІПО. У 2009 році був головним тренером мозирської «Славії». З 2010 по 2016 рік працював на різних тренерських посадах у «Білшині». У 2012 році був виконувачем обов'язків головного тренера команди, у 2016 році протягом 8 днів також виконував обов'язки головного тренера, після чого його замінив Володимир Єжуров. У липні того ж року знову очолив «Білшину». З 2017 року працює головним тренером ФК «Слуцьк».